# A65 (motorväg, Tyskland)
A65 är en motorväg i Tyskland som förbinder städerna Ludwigshafen och Karlsruhe.

## Trafikplatser
|  | Nr | Skyltning                                      |
|  | 5  | Ludwigshafen-Süd                               |
|  | 6  | Mutterstadt                                    |
|  | 7  | Mutterstadt E 31                               |
|  | 8  | Dannstadt-Schauernheim                         |
|  | 9  | Hochdorf-Assenheim                             |
|  | 10 | Haßloch                                        |
|  | 11 | Deidesheim                                     |
|  | 12 | Neustadt an der Weinstraße-Nord                |
|  | 13 | Neustadt an der Weinstraße-Süd                 |
|  | 14 | Edenkoben                                      |
|  |    | Pfälzer Weinstraße                             |
|  | 15 | Landau-Nord                                    |
|  |    | Tunnel (100 m)                                 |
|  | 16 | Landau-Zentrum                                 |
|  | 17 | Landau-Süd                                     |
|  | 18 | Insheim                                        |
|  | 19 | Rohrbach                                       |
|  | 20 | Kandel-Nord                                    |
|  | 21 | Kandel-Mitte                                   |
|  | 22 | Kandel-Süd                                     |
|  | 23 | Wörth-Dorschberg                               |
|  | 24 | Wörth (Fyrvägskorsning)                        |
|  |    | Hagenbach-Nord (Planerad)                      |
|  |    | Hagenbach-Süd (Planerad)                       |
|  |    | Berg-Neulauterburg (Fyrvägskorsning, planerad) |